# Maxime Guillaume
Pour les articles homonymes, voir Guillaume.
 (juillet 2023).
Maxime Guillaume (né à Saint-Aubin dans l'Indre le 3 décembre 1888 et mort à Bourges le 6 avril 1976) est  ingénieur de l’École des Arts et Métiers de Cluny, spécialisé dans le bâtiment, au destin remarquable. Issu d'une longue lignée d'agriculteurs. Il a consacré une grande partie de sa carrière à l'observation de l'interaction entre le sol et le climat. Il est inventeur français.
Il est le premier, en France, à déposer le 3 mai 1921 un brevet d'invention identifié sous le numéro 534 801 concernant la « propulsion par réaction sur l'air », brevet qu'il obtient le 13 janvier 1922, alors qu'il réside dans la Meuse.
Il a longtemps travaillé au Maroc (notamment dans la ville de Safi) dans le domaine de l'agriculture, travail qui lui inspira, durant sa retraite, un livre dénommé Le sol fait le climat, édité et paru en France en 1970. Ce livre se nourrit d'années d'articles publiés dans La Vigie Marocaine qu'il signait "Jean" car disait-il "Je prêche dans le désert".(source familiale)

## Carrière professionnelle
En 1912, il était employé par La Glacerie de la Saint-Gobain à Arija (Espagne), aussi connue sous le nom de Cristaleria Española. Mobilisé en 1914, il continuera à envoyer des procédés de fabrication à Arija.
A la fin de la guerre il présentera sa démission au Directeur de la Saint-Gobain qui ne comprendra pas. Il nous a dit lui avoir répondu : " A la Saint-Gobain je vois la vie toute droite avec la tombe au bout, moi je veux aller à droite et à gauche". (source familiale).
Maxime Guillaume est parti pour travailler à la reconstruction "des régions dévastées" par la guerre pendant quelques années notamment à Vézaponin dans l'Aisne.

Il partira travailler en Guinée Conakry, puis au Maroc, au port de Safi.

Safi en 1936.

Maxime Guillaume fut directeur de la coopérative de Safi et auparavant inspecteur des plantations et de la restauration des sols du territoire de Safi, ville portuaire marocaine, située au sud de Casablanca.

## Un des initiateurs du moteur à réaction
Inspiré par les créations de l'ingénieur roumain Henri Coandă sur propulsion réactive en aéronautique, il est le premier inventeur français à déposer un brevet sur la conception d'un turboréacteur qu'il dénomme « propulsion par réaction sur l'air ».
Maxime Guillaume étant ingénieur du bâtiment, personne ne voulut investir dans la construction d'un prototype. Il cessa de payer des droits du brevet d'invention qui tomba dans le domaine public. Cette invention sera reprise, puis développée, par deux autres ingénieurs durant les années 1930. Il s'agit de Frank Whittle, exerçant au Royaume-Uni et Hans von Ohain, exerçant en Allemagne.
Maxime Guillaume était un inventeur de génie, nous ne nommerons pas ses multiples inventions, mais citerons la lettre de Renault répondant à la proposition de donner son invention de boîte à vitesse automatique... qui selon eux ne présentait aucun intérêt. Il avait plus de vingt-cinq ans d'avance sur son temps !

## Un visionnaire du dérèglement climatique

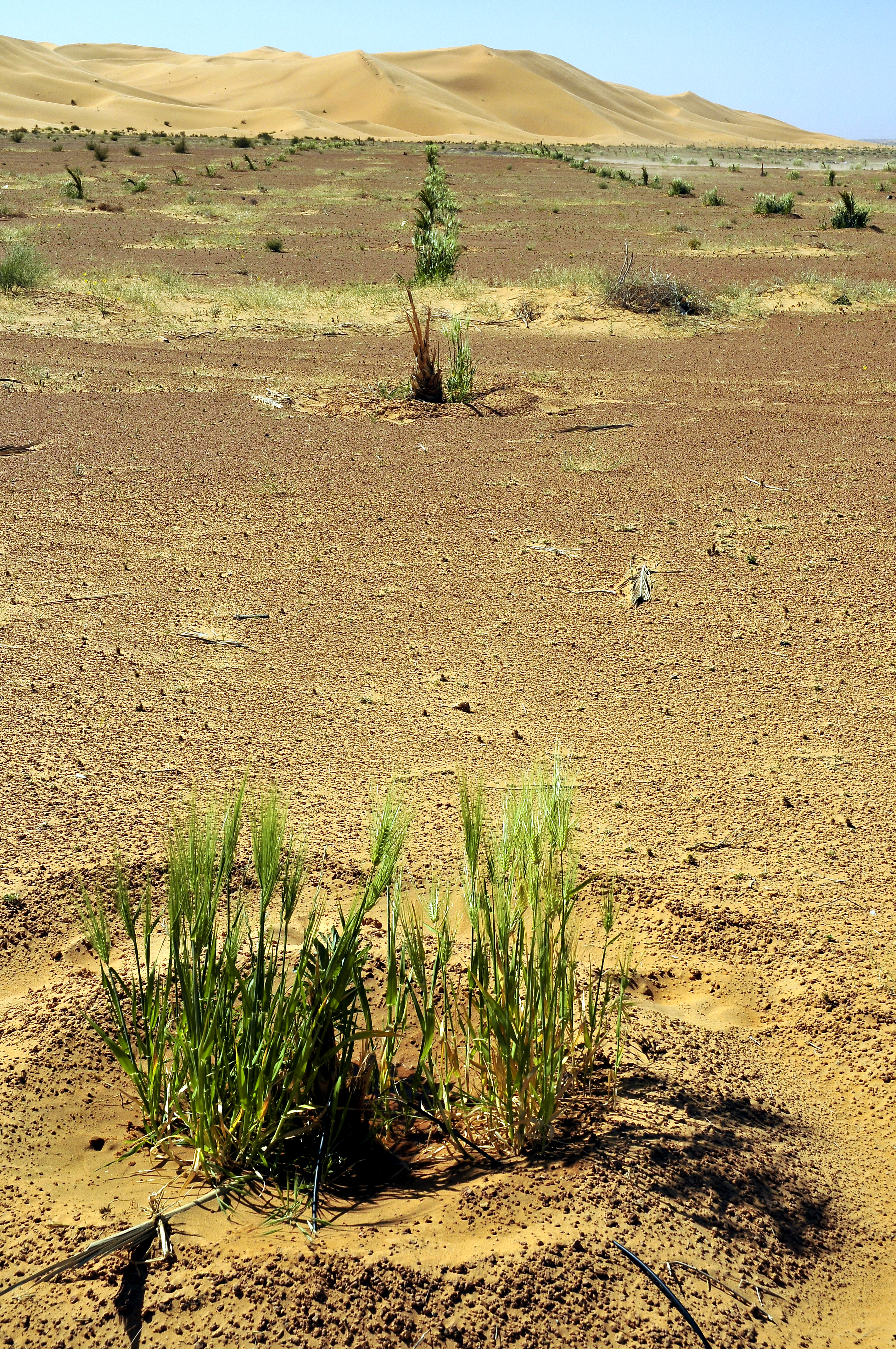
L'irrigation progressive du Sahara est une idée de Maxime Guillaume afin de lutter contre la désertification (photo irrigation au goutte-à-goutte à Taghit dans le Sahara algérien).

Dans un livre publié en 1970 et dénommé Le sol fait le climat (sous titré vers la fertilité maximum et le climat optimum par une agriculture naturelle), Maxime Guillaume qui a étudié le désert du Sahara lors de son séjour au Maroc, évoque l'importance de la nature du sol et son influence sur le climat de la planète. Son étude porte essentiellement sur les relations de l'Homme et son influence sur le climat dans sa façon d'exploiter le sol, notamment avec les déforestions successives et l'expansion de l'agriculture. Dans les pages de présentation du livre, on peut notamment découvrir ce passage : 
« L'état du sol et la manière dont il est entretenu et cultivés sont des facteurs essentiels qui déterminent le régime des vents, des pluies, donc des eaux. Déboiser, dénuder inconsidérément le sol, faire appel à certaines méthodes de culture, d'élevage et de pâturage, brûler les pailles conduit à déséquilibrer le climat. Par une sorte d'effet-boomerang, une région, un pays se transforme, dès lors, progressivement en désert. »
Maxime Guillaume explique également dans son ouvrage que si l'homme reverdissait des zones désertiques en utilisant l'irrigation et une importante opération de semis (qui selon lui, serait moins onéreuse que des guerres), l'humus se reformerait et des pluies régulières reviendraient. M. Guillaume précise cependant qu'il faudrait laisser à l'herbe son rôle premier, nourrir le sol, et non pas l'exploiter immédiatement. Son ouvrage est cité dans le livre de l'écrivain-agriculteur britannique Victor Bonham-Carter, publié en 1973 et dénommé Land and Environment : The Survival of the English Countryside.
Concernant la mise en place de projet face à la lutte contre le réchauffement climatique, l'idée d'irrigation du désert émise par Maxime Guillaume a été reprise[citation nécessaire] en 2009 par Leonard Ornstein, un biologiste de l'école de médecine du Mont Sinaï en Israel en collaboration avec David Rind et Igor Aleinov, du Goddard Institute for Space Studies, dépendant de la Nasa.
En 2013, le 14e Dalaï-lama évoque son rêve de cultiver le Sahara en utilisant des panneaux solaires pour désaliniser de l’eau de mer et la transporter,.

## Décorations
- Chevalier de la Légion d'honneur
- Chevalier de l'ordre du Ouissam alaouite [14].

### Publications
- Le sol fait le climat, vers la fertilité maximum et le climat optimum par une agriculture naturelle édit. 1970, Vie et actions, 121 pages (ASIN B0000DVJWI)